# آق‌تقه جدید
آق‌تقه جدید، روستایی از توابع  شهرستان مراوه تپه در استان گلستان ایران است.

## جمعیت
این روستا در دهستان مراوه تپه قرار دارد و براساس سرشماری مرکز آمار ایران در سال ۱۳۸۵، جمعیت آن ۱٬۳۹۶ نفر (۲۵۱خانوار) بوده‌است.
براساس آماری غیر رسمی جمعیت این روستا در سال 1401 حدود 2024 نفر رسیده است .
آرامگاه مختوم قلی فراغی بزرگترین شاعر ترکمن نیز در این روستا قرار دارد .
تخت دفه از مکان های تفریحی این روستا می باشد 
رودخانه اترک  در ده کیلومتری این روستا می باشد 